# Le Premier du nom
Pour plus de détails, voir Fiche technique et Distribution.
Le Premier du nom est un film français réalisé par Sabine Franel, sorti en 2000.

## Synopsis
En septembre 1987, une centaine de cousins se réunit en Alsace, ils ont tous un ancêtre commun, Moïse Blin (1768-1820), un colporteur juif.

## Fiche technique
- Titre : Le Premier du nom
- Réalisation : Sabine Franel
- Scénario : Sabine Franel d'après le roman de Nicolas Morel
- Musique : Jean-Pierre Fouquey
- Photographie : Jimmy Glasberg
- Montage : Yannick Kergoat et Anne Weil
- Narration : Gilles Biard
- Production : Humbert Balsan
- Société de production : Canal+, Les Productions JMH et Ognon Pictures
- Pays de production :  France et  Suisse
- Genre : documentaire
- Durée : 112 minutes
- Dates de sortie : 
  - France : 24 mai 2000

## Accueil
Marie Anne Guerin pour les Cahiers du cinéma estime que le film « élabore avec intelligence et distinction, un espace, certes empesé mais imprévisible, jamais inerte, et qui se convertit, au fil des séquences comme au fil du temps ». Jacques Mandelbaum pour Le Monde évoque « un document tout à la fois riche et passionnant ».